# Heaven and Hell (album de Black Sabbath)
Pour les articles homonymes, voir Heaven and Hell et HAH.
Albums de Black Sabbath
Never Say Die!
(1978) Mob Rules
(1981)
Singles
1. Neon Knights
Sortie : juillet 1980
2. Die Young
Sortie : décembre 1980
3. Lady Evil
Sortie : 1980

Heaven & Hell (HAH) est le neuvième album studio du groupe britannique de heavy metal, Black Sabbath. Il est sorti le 18 avril 1980 sur le label Vertigo Records et a été produit par Martin Birch. C'est le premier album du groupe enregistré avec Ronnie James Dio au chant qui remplace Ozzy Osbourne.

## Historique
Les sessions pour ce nouvel album commencent à Los Angeles après la tournée de promotion de l'album Never Say Die!. À ce moment Ozzy Osbourne fait toujours partie du groupe, mais rapidement Tony Iommi se rend compte que rien ne pourra aboutir avec lui, Ozzy étant plus occupé à se battre contre ses addictions, drogues, alcool, etc., et Iommi songe pendant un temps à se consacrer à un autre projet. Iommi rencontre Ronnie James Dio qui cherche à mettre en place un nouveau groupe et rapidement Iommi lui propose de rejoindre Black Sabbath, Ozzy venant de quitter définitivement le groupe.
Rapidement survint un nouveau problème, Geezer Butler doit rentrer en Angleterre pour s'occuper de son divorce. Dio tient pendant un moment la basse lors des répétitions, puis Tony fait appel à Geoff Nicholls qui joue la guitare et les claviers dans un autre groupe de Birmingham, Quartz et dont il a produit le premier album éponyme pour assurer la basse. Finalement Geezer rejoindra le groupe et Nichols restera mais s'occupera des claviers.
Autre changement très important, l'arrivée de Martin Birch (Deep Purple, Rainbow...) à la production. Il est le premier à travailler pour le groupe depuis Rodger Bain qui produisit les trois premiers album de Black Sabbath. C'est sur la recommandation de Dio que Birch arriva. Tony Iommi dira : « Il apporta (Birch) une nouvelle dimension à nos chansons. Nous enregistrions beaucoup plus vite et ce fut une joie de travailler en studio ».
Cet album fut un franc succès tant critique que commercial, le style de Dio se démarquant de celui d'Osbourne tant sur le plan vocal que créatif. Heaven And Hell se classa à la 28e place du Billboard 200 et fut certifié disque de platine aux États-Unis par la RIAA en mai 1986 pour plus d'un million d'albums vendus. En Grande-Bretagne, Il se classa à la 9e des charts et sera certifié disque d'or (100 000 exemplaires vendus).
Le groupe partira en tournée dès le 17 avril 1980, commençant par l'Europe et l'Allemagne au printemps, suivi par les États-Unis de juillet à novembre, Le Japon et l'Australie en novembre et se terminant début 1981 par la grande- Bretagne. Bill Ward quittera le groupe le 19 août après un dernier concert donné au Met Center de Bloomington dans le Minnesota. Il sera remplacé par Vinny Appice qui donnera son premier concert avec Black Sabbath au Aloha Stadium de Honolulu le 31 août 1980.

## Liste des titres
Toutes les musiques ont été écrites par Ronnie James Dio, Tony Iommi, Bill Ward et Geezer Butler et les paroles par R.J. Dio.
Face 1
1. Neon Knights – 3:49
2. Children of the Sea – 5:30
3. Lady Evil – 4:22
4. Heaven and Hell – 6:56

Face 2
1. Wishing Well – 4:02
2. Die Young – 4:41
3. Walk Away – 4:21
4. Lonely Is the Word – 5:49

### Édition Deluxe 2010: Bonus tracks
1. Children Of The Sea – 6:24
  - (Live, Single B-Side, SAB3)
2. Heaven and Hell – 7:19
  - (Live, Single B-Side, SAB4)
3. Lady Evil – 3:54
  - (Mono Edit, 7" Single, WBS 495549)
4. Neon Knights – 4:49
  - (Live, Hartford, CT, USA, 1980)
5. Children Of The Sea – 5:58
  - (Live, Hartford, CT, USA 1980)
6. Heaven and Hell – 12:34
  - (Live, Hartford, CT, USA 1980 & 12" Single version)
7. Die Young – 4:36
  - (Live, Hartford, CT, USA 1980)

## Musiciens
Black Sabbath
- Ronnie James Dio : chant
- Tony Iommi : guitares
- Geezer Butler : basse
- Bill Ward : batterie

Musicien additionnel
- Geoff Nicholls : claviers

## Charts et certifications
| Pays             | Durée du classement | Meilleur classement |
| ---------------- | ------------------- | ------------------- |
| Allemagne        | 15 semaines         | 37e                 |
| Canada           | 15 semaines         | 23e                 |
| États-Unis       | 24 semaines         | 28e                 |
| Norvège          | 6 semaines          | 22e                 |
| Nouvelle-Zélande | 2 semaines          | 44e                 |
| Royaume-Uni      | 22 semaines         | 9e                  |
| Suède            | 4 semaines          | 25e                 |

| Pays        | Certification | Ventes      | Date       |
| ----------- | ------------- | ----------- | ---------- |
| Canada      | Or            | 50 000 +    | 01/06/1982 |
| États-Unis  | Platine       | 1 000 000 + | 13/05/1986 |
| Royaume-Uni | Or            | 100 000 +   | 28/04/1982 |

### Charts singles
| Date | Single       | Chart            | Durée du classement | Position |
| ---- | ------------ | ---------------- | ------------------- | -------- |
| 1980 | Neon Knights | UK Singles Chart | 9 semaines          | 22e      |
| 1980 | Die Young    | UK Singles Chart | 7 semaines          | 41e      |